# Parafia Najświętszego Serca Pana Jezusa w Niwniku
Parafia Najświętszego Serca Pana Jezusa w Niwniku – znajduje się w dekanacie Oława w archidiecezji wrocławskiej. Erygowana w 1891 roku.
Obsługiwana przez księży archidiecezjalnych. Jej proboszczem jest ks. mgr Marek Lewicki.

## Parafialne księgi metrykalne
| Księgi metrykalne | Okres ewidencji |
| ----------------- | --------------- |
| chrztów           | 1891 -          |
| ślubów            | 1891 -          |
| zgonów            | 1891 -          |